# バーデン大公国邦有鉄道IVh型蒸気機関車
バーデン大公国邦有鉄道IVh型蒸気機関車（バーデンたいこうこくほうゆうてつどうIVhがたじょうききかんしゃ、独: Badische IV h）は、バーデン大公国邦有鉄道の車軸配置2'C1'（パシフィック）の急行用蒸気機関車である。後にドイツ国営鉄道（ドイツ国鉄）18.3形となった。

## 製造経緯
20世紀初頭、バーデン大公国邦有鉄道では国内鉄道網整備の推進や輸送需要および列車単位の増大などに対応すべく、隣国バイエルンの首都ミュンヘンに本社工場を置くドイツでも有数の機関車メーカー、J.A.マッファイと協力して高速旅客列車牽引用機関車の新規開発が行われていた。その過程で1902年には当時最新のフォン・ボーリース(von Borris)式複式機関車4気筒と飽和式煙管ボイラーを組み合わせたテンダー機（軸配置2'B1'）であるIId型が完成し、1907年にはドイツ初となる車軸配置2'C1'（パシフィック）とやはり当時最新の技術であったシュミット式過熱装置を採用したIVf型がJ.A.マッファイ社の製造部長であったアントン・ハンメル (Anton Hammel 1857 - 1925)の設計により、完成していた。
特にIVf型は当時最新最強の機関車であり、オーデンヴァルトやシュヴァルツヴァルトなどに急勾配区間を擁するバーデン大公国邦有鉄道の路線条件に適した1,800 mm径の動輪を備え、その主力機関車として大きな成功を収めていた。だが、この当時のドイツ国内を見渡すと、隣国バイエルンの邦有鉄道をはじめ高速旅客列車牽引用蒸気機関車ではそれより大きな1,870 mmから2,100 mm程度の直径の動輪を備えるのが一般的で、事実バーデン大公国邦有鉄道においても、先行するIId型は2,100 mm径の動輪を備えていた。そのため、平坦線主体で連続高速運転を強いられるバーデン本線のバーゼル - マンハイム間の運用において、代替対象となるIId型と同様の最高速度での運転を実施するには、このIVf型は小さな動輪径による速度の不足を補うべくシリンダーの往復速度と動輪回転数を引き上げるという対策を採る必要があり、次第に弁装置を中心とする各機構部に故障が多発する状況となっていた。
そこで、バーデン大公国邦有鉄道は1915年にライン川沿いの平坦線での高速運用に適した、IVf型の後継となる新型機関車を再びJ.A.マッファイへ発注、まず以下に示す試作車3両が完成した。
- Nos.49・64・95

1918年、J.A.マッファイ・ヒルシュアウ工場製。
続いて量産車が発注され、2回に分けて以下の17両が製作・納入された。
- Nos.1000 – 1016

1920年、J.A.マッファイ・ヒルシュアウ工場製。
先行するIId型・IVf型はいずれも当初J.A.マッファイが製作を担当し、バーデン大公国の国内機械産業育成方針から、増備車や量産車は首都に本拠を置く地元機関車メーカー、カールスルーエ機械製造がJ.A.マッファイのライセンスの下で製作する、というパターンを採っていたが、本形式は例外的に20両全車ともJ.A.マッファイが製作・納入している。
なお、本形式量産車が納入された1920年の4月には発注者であるバーデン大公国邦有鉄道がドイツ国営鉄道へ統合されており、本形式量産車の後半製作分はドイツ国営鉄道へ直接納入されている。

## 構造
基本となったIVf型やバイエルンのS3/6型などと同様、軸配置2'C1'の足回りの上に広火室の過熱式ボイラーを搭載する複式4気筒テンダー機関車である。

### 輪軸
前述の通り、動輪は高速運転を実施する必要からIVf型と同じ1,800 mm径ではなく、その前世代の軸配置2'B1'機であるIId型と共通の2,100 mm径とされた。これによりIVf型の100 km/h運転と同じシリンダー往復速度・動輪回転数で約115 km/hでの運転が可能となった。だが、動輪の踏面に一方向からブレーキシューを押しつけて摩擦力を発生させる、当時の片押し式踏面ブレーキの技術的な問題から、最高速度は110 km/hに制限されていた。
本形式は複式4気筒機であるが、IVf型などとは異なり、後述するように内側シリンダーと外側シリンダーが直接駆動する動軸が分けられていたことから、各動輪に備わるバランスウェイトの位相がバルブタイミングの差やサイドロッドの位相などを考慮してそれぞれ異なっており、さらに最後部の第3動輪にはほとんどバランスウェイトがない、という特徴的な構成となっている。

### シリンダー
本形式はIVf型と同様、一体鋳鋼製シリンダーブロックに4本のシリンダーを備える。
ただし、4つのシリンダーすべてが1軸を集中駆動していたJ.A.マッファイによるこれまでの複式4気筒機関車とは設計が異なり、内側高圧シリンダーは第1動軸を車輪間に備わったクランク軸を介して、外側低圧シリンダーは第2動軸を車輪の左右外側に備わったクランクピンを介して、それぞれ駆動するように変更されている。
これは、単式2気筒機をそのまま複式多気筒に拡張しただけの単純なレイアウトから、フランスで広く普及していたアルフレッド・ドゥ・グレーン(Alfred De Glehn)考案のドゥ・グレーン(De Glehn)式複式4気筒機関車に近いレイアウトへの変更を意味する。
ドゥ・グレーン式では、第1動軸を駆動する台枠内側の高圧シリンダーを前方フロントデッキに突き出す位置に配置し、第2動軸を駆動する台枠外側の低圧シリンダーを先台車と第1動輪の間へ、つまり一般的な単式2気筒機より後方へ配置することで、各シリンダーと各駆動軸の間を結ぶメインロッドの長さを可能な限り短く等しい長さとしている。こうすることで、内外のシリンダーの弁装置搭載スペースを確保し、また駆動系の慣性質量を均等かつ最小限に抑える設計となっている。これに対し、本形式のシリンダー配置は内側高圧シリンダーこそドゥ・グレーン式と同様にフロントデッキに突き出すようにして置かれているものの、外側低圧シリンダーは単式2気筒機と同様、先台車の前後車軸間に置かれ、排気管も複雑に屈曲させず煙室内のブラストノズルに一直線に伸びる位置関係となっている。
この設計により、本形式の内側シリンダーは、メインロッドがシリンダー行程に十分見合う程度に長く設計されており、ピストン尻棒の覆いがフロントデッキ前方に突き出した、他のJ.A.マッファイ製複式4気筒機群とは見間違うことのない個性的な外観が備わることとなった。
また、内外のシリンダーから2軸を分担して駆動するようにされた、クロム-ニッケル合金で製作したフレモント式中空加工クランク軸 (Kropfwelle) は、1軸で4気筒分の負荷を受け持っていた従来のIVf型などのものと比較して耐久性が向上した。追跡できる限りでは本形式20両すべてのクランク軸は無交換で200万 km以上の走行距離を達成した。
第1動軸のクランクアームは160 mm厚で頑丈に設計されたため、内側の高圧シリンダーの中心間隔はクランクアームを太くした分だけ狭くなった。そのため、充分なシリンダー径を確保するには、それぞれの取り付け角度と取り付け高さを変え、左右のシリンダーが干渉しないように固定する必要があった。この左右の内側シリンダー中心高さの相違もまた、前面フロントデッキ上に突き出したピストン尻棒の覆いにより外部から明確に確認できる。

### 弁装置
弁装置については、左右外側に1組ずつ設置されたホイジンガー式弁装置が吸排気系が接続された高圧シリンダーと低圧シリンダーのセットをそれぞれ連動制御する。
低圧・高圧シリンダーの弁は縦列に並べられたタンデム構造になっており、これにより弁装置の簡素化や機構の小型化が図られた。しかし、内側高圧シリンダーの弁を独立して操作できないことは、その調整を著しく困難にした。

### ボイラー
本形式のボイラーは、3缶胴構成の煙管式ストレートボイラーで、広火室と過熱装置を備える。このボイラーは火格子面積がIVf型の4.5平方メートルから5.0平方メートルに約11パーセント拡大されており、それまでドイツで機関車用に用いられたものとしては最大であった。
特にこの火格子面積はドイツ国鉄45形蒸気機関車 (DRG-Baureihe 45（火格子面積5.04平方メートル）と、同形式と共通設計のボイラーを搭載するドイツ国鉄06形蒸気機関車 の2種に記録更新されるまでドイツの機関車では最大を記録するものであったが、自動給炭装置（メカニカル・ストーカー）は設置されておらず、すべて乗務員が手作業で投炭する必要があった。
しかし、本形式のボイラーは水量が少なく蒸発伝熱面積も火格子面積の増大に比較して増積の比率が小さくIVf型比で約7パーセントしか増大しなかったため、容量が小さくなっている。また、IVf型やS3/6型などの同系過熱式複式機関車と同様に、過熱器の容量も小さくなっている。この過熱器では蒸気温度は摂氏330度までしか上げられなかった。このため後の制式機関車に比べるとIVh型の水や石炭の消費量は大きくなっている。
蒸気ドームと砂箱はIVf型と同様、一体のケーシングに収められて第1缶胴上に搭載されている。

### 台枠
台枠はIVf型の設計が踏襲され、当時のJ.A.マッファイ社製大型機で標準の100 mm厚圧延鋼板をくり抜き、切断して形成された部材を組み立てた棒台枠とされている。

### 先台車・従台車
先台車は車輪間に台車枠や軸受が備わる内側台枠構造の2軸ボギー構成で、その回転中心は2軸間の中心から110 mm後ろにずらした偏心台車となっており、さらに回転中心部で152 mm横動可能として、急曲線通過に備えている。従台車も内側台枠構造で、輪軸にアダムス車軸を使用して100 mm横動できるようになっている。
なお、各車輪はスポーク車輪となっている。

### 炭水車
炭水車も通常のものではなかった。シリンダー配置などの関係から機関車本体の全長が伸びたため、既存の20 m転車台を使用可能な最前輪-最後輪間隔に収めるには、炭水車本体の全長を短くする必要があった。そのため、4軸構成の車輪群は一般的な2軸ボギー台車2組とせず、後ろ側の2つの輪軸は軸距わずか1,450 mmで車体の台枠後部に台車枠を直結固定し、前部の2軸のみを通常のボギー台車と同様に首振り可能とするという、極めて特異な設計が採用されている。なお、これらの台車の台車枠はいずれも薄鋼板をリベット組み立てした外側台枠式の板台枠構造となっており、後部台車についてはブレーキシリンダーが左右側面の2軸間に備えられている。

## 運用
本形式は1918年から1920年にかけて3回に分けて納入され、オッフェンブルクに配置された。
「ラインゴルト」に投入される前は、フランクフルト・アム・マインとバーゼルの間で貨物列車を牽引していた。ハイデルベルク中央駅を頭端式から通過式に改造する工事が完成しなかったため、機関車交換なしに通し運転を行う計画は実現しなかった。この機関車は平坦線においては650トンの列車を牽引して100 km/hで走行でき、また5.38パーミルの勾配線においても同じ重量の列車を牽引して70 km/hで走行できた。これに比べて03形が5パーミル勾配において70 km/hで牽引できるのは570トンに過ぎなかった。リヒャルト・ワーグナーによれば、この機関車の図示出力は2,200馬力に達する。
1920年に最後のIVh型が納入された時点では、バーデン大公国邦有鉄道は既にドイツ国鉄となっていた。20両すべてを引き継いで、18.3形とした。各車両の番号は3回にわけて納入されたグループごとに、18 301 - 18 303、18 311 - 18 319、18 321 - 18 328となった。
ドイツ国鉄での運用中は、珍しい4シリンダー複式機関車であるため、関連する部署ではかなり嫌われることになった。機関士は複雑な構造を扱いかね、管理部署では高圧・低圧シリンダーを組み合わせる複式機関を問題とみなし始めた。
1920年代末にはバーデンにおける機関車は、制式機関車の01形に置き換えられ始め、IVh型は北部で使われるようになった。1933年には最初の機関車がコブレンツに配置され、「ラインゴルト」の予備機およびフランクフルト - ザールブリュッケン間での運用に用いられた。ブレーメンには1935年に配置され、この機関車が適している北部ドイツ平原の平坦路線で運用された。ここではこの機関車をうまく使いこなし、細かい改修を受けて、IVh型より15年も新しい03形よりも優れていることを示した。1942年からはIVh型のすべての機関車がブレーメンに配置された。
1930年代の試験走行では、18 328の最高速度は155 km/hに達し、その優れた走行特性を示した。強化されたブレーキと軟らかいスプリングの取り付け後は、この型の機関車の最高速度は140 km/hに向上された。
18 326は1944年に戦災を受けて廃車となったが、残りの19両は戦争終結まで残ってドイツ連邦鉄道（西ドイツ）に引き継がれ、1948年から休車となって運用終了した。

## 第二次世界大戦後のドイツ連邦鉄道時代
ドイツ連邦鉄道となってからも、試験目的で高速走行できる機関車が必要とされた。より新しい制式機関車は営業運転に用いられており転用不能であったため、運用終了していた3両のIVh型を使用再開することが決定された。選択された機関車は、18 316、18 319、18 323であった。
ドイツ国営鉄道時代に装備されていた18 314同様に、これらの機関車は試験におけるブレーキ機関車として使用するための反圧ブレーキ（テオドア・デュリング式）、ヴィッテ式の除煙板、大型煙室扉、改良された砂箱、「カレドニアン」式の煙突などが装備された。また炭水車も改良された。18 319は煙室が延長され、内部に高圧シリンダーから排気する装備が備えられた。
これらの機関車はミンデンの連邦鉄道試験局に配置された。1951年にこのうちの1両が試験走行において完全な特急編成を牽引して、こんにちに至るまで破られていないドイツにおける長距離走行記録を達成した。ハンブルク＝アルトナ駅からフライラッシングまで977 kmの区間を、1回の保守作業もなしに走り通した。この行程における最高速度は125 km/hであった。機関車は途中、水と石炭を補給するための停車をしただけであった。
1956年には18 316が、クーフシュタイン-ヴェーグル間における電気鉄道車両のパンタグラフの試験で162 km/hを出した。このためIVh型は邦有鉄道に由来する蒸気機関車としては、王立バイエルン邦有鉄道S2/6型蒸気機関車を抜いて最高速の機関車となる。

### 18 316

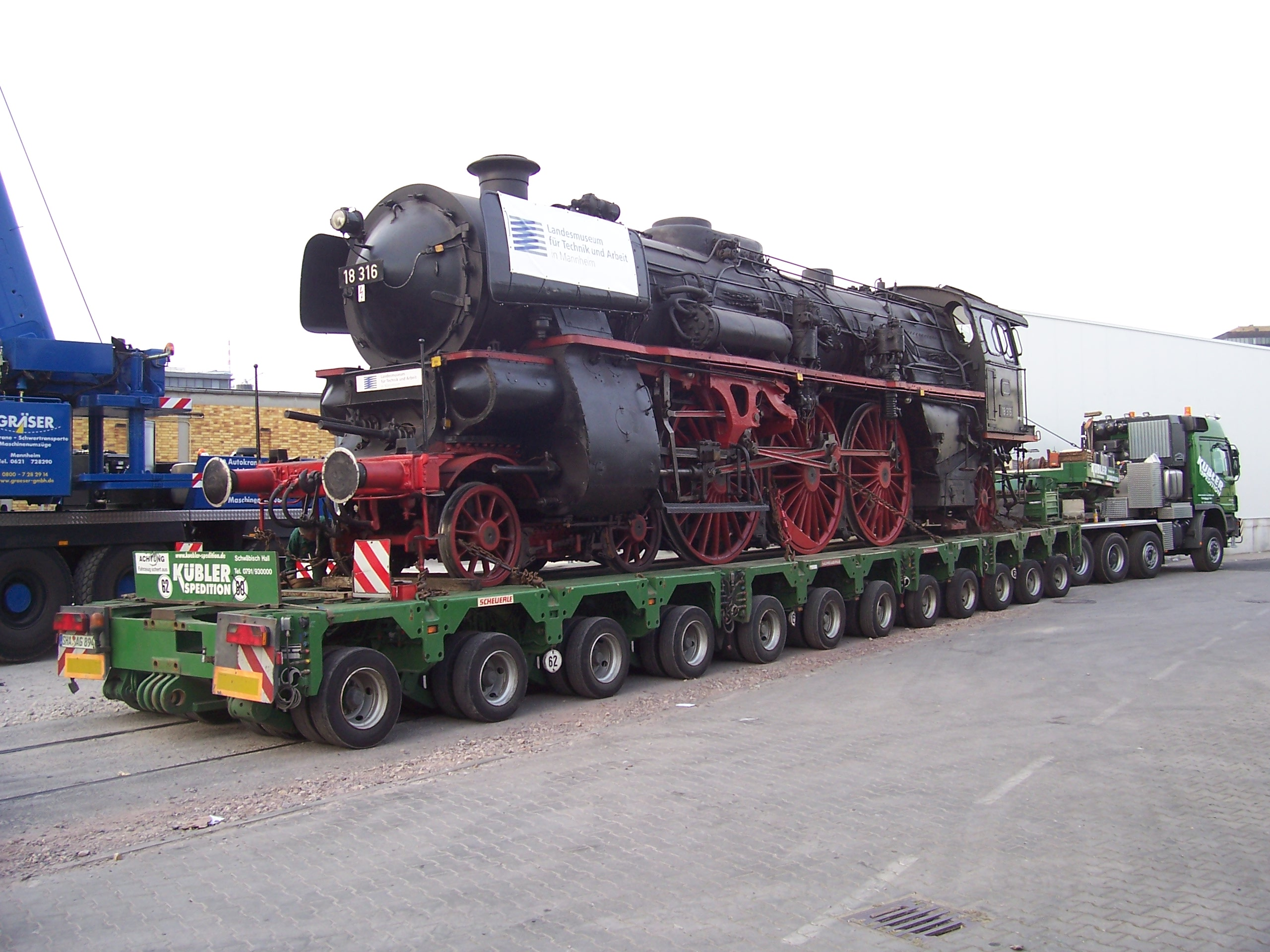
マンハイムへ向けて輸送中の18 316

18 316と18 323は1969年に運用を終了した。これはドイツ連邦鉄道において最後の4シリンダー複式機関車であった。2両はモニュメントとして保存されることになり、18 316はミンデンの遊園地に、18 323はオッフェンブルクの技術学校におかれた。
18 316は1990年代初頭にマンハイムの技術・産業博物館に引き取られた。20年以上露天に置かれていたにもかかわらず、再び稼働状態にすることができた。1995年から2002年4月に運転終了となるまで、18 316はバイエルンのS3/6型3673号機（元の18 478）と並んで、邦有鉄道時代の急行用蒸気機関車として運転可能な2両のうちの1両で、多くの特別列車を牽引した。18 478と異なり、18 316は当初の状態への復元は行われなかった。車輪を損傷して以降の18 316の今後の予定は未確定となっている。18 316はまずフリードリヒスフェルトのマンハイム歴史鉄道の修繕を受けたのち、2007年4月24日に博物館へ戻された。

## 第二次世界大戦後のドイツ国営鉄道時代 (18 314)
18 314は東ドイツ側の技術者、マックス・バウムベルクの推奨により、1948年に東側に残されていた18 434（バイエルンのS3/6型）と交換にドイツ国営鉄道（東ドイツ国鉄）に引き渡された。1951年までこの機関車は、シュテンダールの基地からの連絡任務に用いられていた。それ以降は、後にVES-Mハレとなるハレの機関車研究所に送られた。そこで東ドイツ国鉄07形蒸気機関車1001号機（元フランス国鉄231 E型18号機）の炭水車と組み合わせられ、粉炭燃焼ボイラーに改造された。急行用車両の試験のために高速な機関車が必要とされており、これらの機関車がS3/6型と並んで140 km/hを達成できると認められていたことから、東ドイツ国鉄18型蒸気機関車201号機とならんで18 314を改造することになった。
1958年にこの機関車は、ツヴィッカウの「10月7日」工場においてVES-Mハレの計画に基づいて改造され、39E型の燃焼室付ボイラーになった。これは22型の改造に用いられたものと同じであるが、やや煙管が短縮されていた。これは、煙室内に排気管があってとてもスペースが狭く、過熱管寄せもそこに設置する必要があるために行われた。またブレーキ機関車として使用するための反圧ブレーキと、通常とは異なる形の表面型給水温め器が装備された。シリンダーとボイラーは一部が覆われ、小型の特別に設計された除煙板が装着された。煙突は、マッファイの当初の設計に基づいてつば付のものになった。炭水車としては制式型の2'2' T34が組み合わせられた。最高速度は150 km/hに向上された。この機関車は緑の塗装に白いストライプを入れられた。1960年12月18日に改造が完了した。
1967年にこの機関車は石油燃焼式に改造された。試験走行に加えて、この機関車は時折ハレ - ベルリン間やハレ - ザールフェルト間において急行列車牽引に使用された。1971年12月31日に運用を終了した。東ドイツ国鉄では急行用機関車を1両のみ保存することにしていたため、保存機としては18 201が選ばれ、18 314はフランクフルト歴史鉄道協会に売却され、現在はジンスハイムのジンスハイム自動車・技術博物館に保存されている。

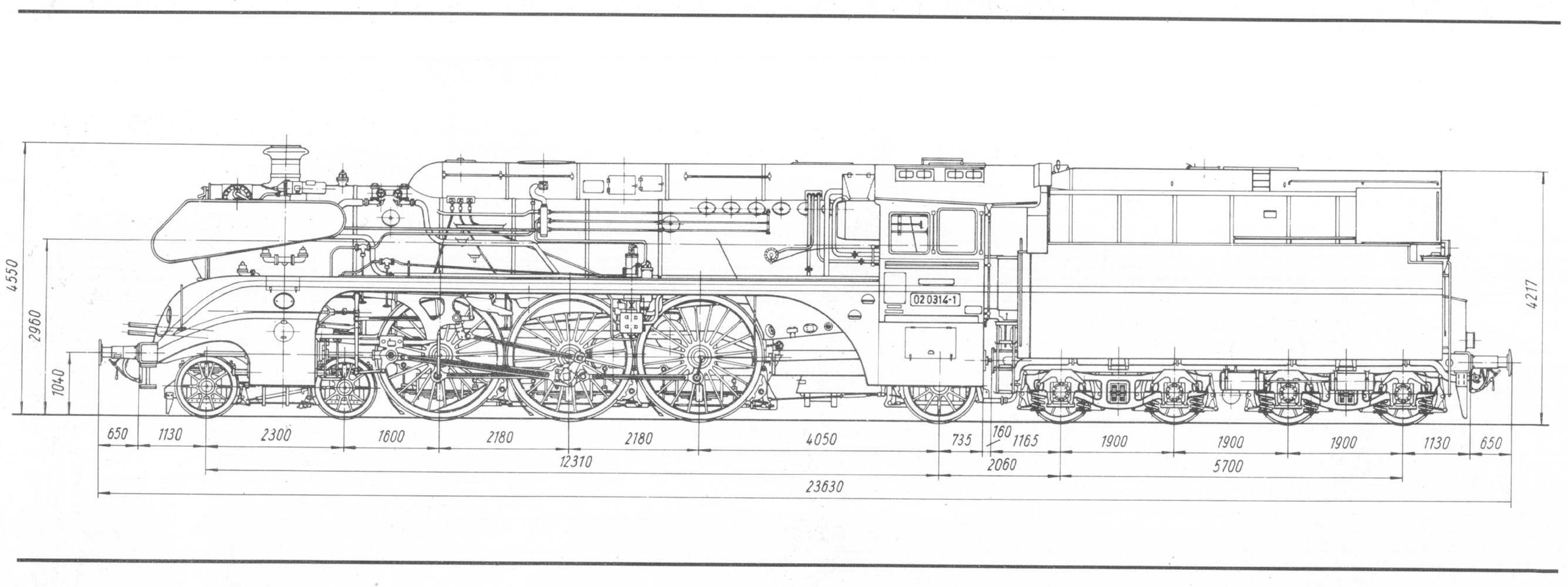
東ドイツ国鉄02 0314-1号蒸気機関車の形式図